# روبرت بارنت
روبرت بارنت (بالإنجليزية: Robert Barnett)‏ هو محامي أمريكي، ولد في 26 أغسطس 1946 في وكغن في الولايات المتحدة.

## وصلات خارجية
- روبرت بارنت على موقع إن إن دي بي (الإنجليزية)